# تیم ملی فوتبال زیر ۱۶ سال پرتغال
تیم ملی فوتبال زیر ۱۶ سال پرتغال (انگلیسی: Portugal national under-16 football team) تیم فوتبالی است که نماینده کشور پرتغال در سطح زیر ۱۶ سال است و تحت نظر فدراسیون فوتبال پرتغال اداره می‌شود.

## رقابت‌ها

### مسابقات جهانی زیر ۱۶ سال فیفا
پرتغال با کسب مقام سوم در جام جهانی زیر ۱۶ سال فوتبال ۱۹۸۹ قهرمانی جهانی زیر ۱۶ سال فیفا راه یافته‌است.
| رکورد قهرمانی زیر ۱۶ سال فیفا | رکورد قهرمانی زیر ۱۶ سال فیفا | رکورد قهرمانی زیر ۱۶ سال فیفا | رکورد قهرمانی زیر ۱۶ سال فیفا | رکورد قهرمانی زیر ۱۶ سال فیفا | رکورد قهرمانی زیر ۱۶ سال فیفا | رکورد قهرمانی زیر ۱۶ سال فیفا | رکورد قهرمانی زیر ۱۶ سال فیفا | رکورد قهرمانی زیر ۱۶ سال فیفا | رکورد قهرمانی زیر ۱۶ سال فیفا |
| سال                           | نتیجه                         | جایگاه                        | بازی                          | برد                           | تساوی*                        | باخت                          | زده                           | خورده                         | تفاضل                         |
| ----------------------------- | ----------------------------- | ----------------------------- | ----------------------------- | ----------------------------- | ----------------------------- | ----------------------------- | ----------------------------- | ----------------------------- | ----------------------------- |
| ۱۹۸۵–۱۹۸۷                     | واجد شرایط نبود               | واجد شرایط نبود               | واجد شرایط نبود               | واجد شرایط نبود               | واجد شرایط نبود               | واجد شرایط نبود               | واجد شرایط نبود               | واجد شرایط نبود               | واجد شرایط نبود               |
| ۱۹۸۹                          | مقام سوم                      | سوم                           | ۶                             | ۳                             | ۲                             | ۱                             | ۱۱                            | ۷                             | +۴                            |
| 'مجموع                        | مقام سوم                      | ۱/۳                           | ۶                             | ۳                             | ' ۲                           | ''۱                           | ''۱۱                          | ۷                             | ''+۴                          |

### یوفا قهرمانی زیر ۱۶ سال اروپا
| رکورد قهرمانی زیر ۱۶ سال اروپا | رکورد قهرمانی زیر ۱۶ سال اروپا | رکورد قهرمانی زیر ۱۶ سال اروپا | رکورد قهرمانی زیر ۱۶ سال اروپا | رکورد قهرمانی زیر ۱۶ سال اروپا | رکورد قهرمانی زیر ۱۶ سال اروپا | رکورد قهرمانی زیر ۱۶ سال اروپا | رکورد قهرمانی زیر ۱۶ سال اروپا | رکورد قهرمانی زیر ۱۶ سال اروپا | رکورد قهرمانی زیر ۱۶ سال اروپا |
| سال                            | نتیجه                          | جایگاه                         | بازی                           | برد                            | تساوی*                         | باخت                           | زده                            | خورده                          | تفاضل                          |
| ------------------------------ | ------------------------------ | ------------------------------ | ------------------------------ | ------------------------------ | ------------------------------ | ------------------------------ | ------------------------------ | ------------------------------ | ------------------------------ |
| ۱۹۸۲–۱۹۸۴                      | واجد شرایط نبود                | واجد شرایط نبود                | واجد شرایط نبود                | واجد شرایط نبود                | واجد شرایط نبود                | واجد شرایط نبود                | واجد شرایط نبود                | واجد شرایط نبود                | واجد شرایط نبود                |
| ۱۹۸۵                           | مرحله اول                      | پانزدهم                        | ۳                              | ۰                              | ۱                              | ۲                              | ۱                              | ۵                              | -۴                             |
| ۱۹۸۶                           | مرحله اول                      | نهم                            | ۳                              | ۱                              | ۱                              | ۱                              | ۴                              | ۵                              | -۱                             |
| ۱۹۸۷                           | مرحله اول                      | پنجم                           | ۳                              | ۲                              | ۰                              | ۱                              | ۵                              | ۳                              | +۲                             |
| ۱۹۸۸                           | نائب قهرمانی                   | دوم                            | ۵                              | ۳                              | ۲                              | ۰                              | ۶                              | ۰                              | +۶                             |
| ۱۹۸۹                           | "قهرمان"                       | اول                            | ۵                              | ۵                              | ۰                              | ۰                              | ۱۵                             | ۲                              | +۱۳                            |
| ۱۹۹۰                           | مقام چهارم                     | چهارم                          | ۵                              | ۲                              | ۲                              | ۱                              | ۹                              | ۷                              | +۲                             |
| ۱۹۹۱                           | مرحله اول                      | پنجم                           | ۳                              | ۲                              | ۱                              | ۰                              | ۴                              | ۱                              | +۳                             |
| ۱۹۹۲                           | مقام چهارم                     | چهارم                          | ۵                              | ۲                              | ۱                              | ۲                              | ۵                              | ۶                              | -۱                             |
| ۱۹۹۳                           | مرحله گروهی                    | سیزدهم                         | ۳                              | ۰                              | ۱                              | ۲                              | ۳                              | ۶                              | -۳                             |
| ۱۹۹۴                           | یک چهارم نهایی                 | ششم                            | ۴                              | ۲                              | ۱                              | ۱                              | ۵                              | ۱                              | +۴                             |
| ۱۹۹۵                           | "قهرمان"                       | اول                            | ۶                              | ۵                              | ۰                              | ۱                              | ۱۴                             | ۵                              | +۱۱                            |
| ۱۹۹۶                           | "قهرمان"                       | اول                            | ۶                              | ۵                              | ۱                              | ۰                              | ۱۶                             | ۳                              | +۱۳                            |
| ۱۹۹۷                           | واجد شرایط نبود                | واجد شرایط نبود                | واجد شرایط نبود                | واجد شرایط نبود                | واجد شرایط نبود                | واجد شرایط نبود                | واجد شرایط نبود                | واجد شرایط نبود                | واجد شرایط نبود                |
| ۱۹۹۸                           | مقام چهارم                     | چهارم                          | ۶                              | ۳                              | ۱                              | ۲                              | ۹                              | ۷                              | +۲                             |
| ۱۹۹۹                           | یک چهارم نهایی                 | ششم                            | ۴                              | ۲                              | ۱                              | ۱                              | ۸                              | ۷                              | +۱                             |
| ۲۰۰۰                           | "قهرمان"                       | اول                            | ۶                              | ۴                              | ۱                              | ۱                              | ۹                              | ۶                              | +۳                             |
| ۲۰۰۱                           | واجد شرایط نبود                | واجد شرایط نبود                | واجد شرایط نبود                | واجد شرایط نبود                | واجد شرایط نبود                | واجد شرایط نبود                | واجد شرایط نبود                | واجد شرایط نبود                | واجد شرایط نبود                |
| 'مجموع                         | ۴ عنوان                        | '۱۵/۱۹                         | '۶۷                            | '۳۸                            | ' ۱۴''                         | '۱۵'                           | ''۱۱۳                          | ''۶۴                           | '+۴۹'                          |

## افتخارات
- قهرمانی زیر ۱۶ سال یوفا

قهرمانان (۴): ۱۹۸۹، ۱۹۹۵، ۱۹۹۶، ۲۰۰۰
نایب قهرمان (۱): ۱۹۸۸
- مسابقات مونتایگو

قهرمانان (۴): ۲۰۱۰، ۲۰۱۲، ۲۰۱۷، ۲۰۱۸
نائب قهرمان (۲): ۱۹۹۳، ۱۹۹۴